# Jan-Martin Bröer
Jan-Martin Bröer (* 19. Mai 1982 in Minden) ist ein deutscher Ruderer. Er ist Student und lebt in Hannover. Jan-Martin kam in der Ruderriege Schaumburgia Bückeburg zum Rudern und wurde im Landesruderstützpunkt im Ruderverein „Weser“ von 1885 (Hameln) weiter gefördert.

## Erfolge
- 1999: 2. JWM 8+
- 2000: 2. JWM 4+
- 2000: Deutscher Juniorenmeister 4+
- 2001: 2. DM 8+
- 2002: Deutscher Meister 8+
- 2002: Weltmeisterschaft 4+, 2. Platz
- 2003: Deutscher Meister, 4+
- 2003: Weltmeisterschaft 4+, 3. Platz
- 2004: Deutscher Meister 8+
- 2004: Olympische Spiele in Athen im 8+, 4. Platz
- 2005: Sieger Grand Challenge Cup bei der Henley Royal Regatta
- 2005: Weltmeisterschaft 8+, 3. Platz
- 2006: Weltmeisterschaft 4+, 1. Platz